# Прэйн, Дэвид
Дэвид Прэйн (англ. David Prain; 11 июля 1857 — 16 марта 1944) — шотландский ботаник.
Член Лондонского королевского общества (1905), иностранный член Национальной академии наук США (1920), член-корреспондент Баварской академии наук (1909).

## Биография
Дэвид Прэйн родился 11 июля 1857 года.
Он был демонстратором анатомии в Колледже хирургов Эдинбурга в 1882 и 1883 году и в Университете Абердина в 1883 и 1884 году.
В 1898 году Дэвид Прэйн был назначен директором Королевского ботанического сада в Калькутте. С 1898 по 1905 год он также был профессором ботаники в Медицинском колледже Калькутты. В 1905 году Дэвид Прэйн стал директором Королевских ботанических садов Кью.
Дэвид Прэйн занимал пост президента Лондонского Линнеевского общества с 1916 по 1919 год и был награждён медалью Линнея в 1935 году. Он внёс значительный вклад в ботанику, описав множество видов растений.
Дэвид Прэйн умер 16 марта 1944 года.

## Научная деятельность
Дэвид Прэйн специализировался на папоротниковидных, водорослях и на семенных растениях.

## Публикации
- Bengal Plants. 1903.